# جيرون روبرتس
جيرون روبرتس (بالإنجليزية: Jeron Roberts)‏ مواليد 11 أكتوبر 1976 في كوفينا، هو لاعب كرة سلة أمريكي سابق. بدأ مسيرته الاحترافية في سنة 1998. يبلغ طوله 6 قدم 6 بوصة (2.0 م). اعتزل اللعب في 2012. لعب مع نادي كارشياكا لكرة السلة ونادي أمستردام لكرة السلة.

## روابط خارجية
- جيرون روبرتس على موقع الاتحاد الدولي لكرة السلة (الإنجليزية)
- جيرون روبرتس على موقع كرة السلة الأوروبية.كوم (الإنجليزية)
- جيرون روبرتس على موقع كلية كرة السلة في سبورتس رفرنس.كوم (الإنجليزية)
- جيرون روبرتس على موقع ريلجم (الإنجليزية)
- جيرون روبرتس على موقع بروبوليرز (الإنجليزية)